# Tipula (Eumicrotipula) yanamonteana
Tipula (Eumicrotipula) yanamonteana is een tweevleugelige uit de familie langpootmuggen (Tipulidae). De soort komt voor in het Neotropisch gebied.